# Burggen
Burggen är en kommun och ort i Landkreis Weilheim-Schongau i Regierungsbezirk Oberbayern i förbundslandet Bayern i Tyskland.
Kommunen ingår i kommunalförbundet Bernbeuren tillsammans med kommunen Bernbeuren.